# Filinia saltator
Filinia saltator är en hjuldjursart som först beskrevs av Gosse 1886.  Filinia saltator ingår i släktet Filinia och familjen Trochosphaeridae. Inga underarter finns listade i Catalogue of Life.